# Kortkrone
Kortkrone (Sideritis) er en slægt med ca. 140 arter, der er udbredt i Makaronesien, Middelhavsområdet, Rusland, Centralasien og Kina. Det er én- eller flerårige urter eller små buske. Bladene er modsat stillede og smalle, dvs. linjeformede til lancetformede. Blomsterne sidder i 2- til mangeblomstrede, kransagtige stande ved bladhjørnerne. De enkelte blomster er 5-tallige og uregelmæssige (kun symmetriske langs én symmetriakse). Frugterne er kapsler med mange frø.
| Beskrevne arter |

- Bjerg-Kortkrone (Sideritis montana)
- Bjerg-Te (Sideritis scardica)

| Andre arter |

- Sideritis candicans
- Sideritis clandestina
- Sideritis hirsuta
- Sideritis hyssopifolia
- Sideritis incana
- Sideritis leucantha
- Sideritis pungens
- Sideritis stricta
- Sideritis syriaca
- Sideritis taurica
- Sideritis tragoriganum